# Ivo Harák
Ivo Harák (* 4. listopadu 1964, Brno) je český básník a literární kritik.

## Život
Studoval pedagogickou fakultu Masarykovy univerzity (obor český jazyk, občanská nauka) v Brně. Doktorské studium na filozofické fakultě Masarykovy univerzity v Brně (katedra české literatury) završil úspěšnou obhajobou práce Básník a jeho doba o životě a díle Zdeňka Rotrekla. Je odborným asistentem na katedře bohemistiky Pedagogické fakulty Univerzity Jana Evangelisty Purkyně v Ústí nad Labem. Je členem rady Obce spisovatelů a členem PEN klubu. Žije v Benátkách nad Jizerou. Je členem redakční rady časopisu pro současnou poezii Psí víno a teologické revue Salve.

## Dílo
Napsal sbírku Lednový motýl (Sursum, Tišnov 1992), Země Dým (Sursum, Tišnov 1993), Masna (Nomisterion, Děčín 2000), Rekviem na varhany z lešenářských trubek (TVAR 15/2002, edice TVARy), Měkké gumy (Protis, Praha 2006), Panel nebe (Psí víno, Praha 2009), novelu Meziřečí (Protis, Praha 2009). Kniha literárních studií Nepopulární literatura vyšla roku 1999 při Centru křesťanské kultury Svatého Vojtěcha v Ústí nad Labem, další kniha studií (a recenzí) Býýýt odněkud v roce 2010 v pražském Protisu. Monografie Básník a jeho čas: nad životem a dílem Zdeňka Rotrekla byla jedním z posledních titulů připravených Romanem Polákem v nakladatelství Printia (Praha, 2012). Na konci roku 2014 vydal svoji druhou knižní monografii - práci Básník Josef Suchý (UJEP, Ústí nad Labem).